# Dasymys nudipes
Il ratto di palude angolano (Dasymys nudipes  Peters, 1870) è un roditore della famiglia dei Muridi diffuso nell'Africa sud-occidentale.

## Descrizione

### Dimensioni
Roditore di medie dimensioni, con la lunghezza della testa e del corpo tra 152 e 205 mm, la lunghezza della coda tra 140 e 186 mm, la lunghezza del piede tra 39 e 45 mm e la lunghezza delle orecchie tra 21 e 24 mm.

### Aspetto
La pelliccia è lunga, soffice e arruffata. Le parti superiori sono bruno-olivastre, talvolta è presente un'iridescenza verdognola, i fianchi sono più chiari con dei riflessi giallo-cannella e grigio, mentre le parti ventrali sono bianche con la base dei peli grigio scura. Le orecchie sono corte, rotonde, scure e ricoperte di piccoli peli. Il dorso delle zampe è dello stesso colore dei fianchi. La coda è lunga quanto la testa ed il corpo ed è ricoperta di piccoli peli marroni scuri eccetto nella metà inferiore basale dove sono bianchi. Sono presenti 10 anelli di scaglie per centimetro. 

## Biologia

### Comportamento
È una specie semi-acquatica, notturna con limitata attività diurna. Costruisce nidi a cupola con erba e altre parti vegetali, situati al suolo e provvisti di una corta via di fuga.

### Alimentazione
Si nutre di steli e germogli di piante acquatiche e occasionalmente di insetti.

### Riproduzione
Danno alla luce 2-9 piccoli alla volta tra agosto e marzo.

## Distribuzione e habitat
Questa specie è diffusa nell'Angola centro-occidentale e sud-orientale, Namibia nord-orientale, Botswana settentrionale e Zambia sud-occidentale.
Vive nei prati umidi ed altre zone con presenza d'acqua.

## Conservazione
La IUCN Red List, considerata l'assenza di sufficienti informazioni sull'estensione del proprio areale, la storia naturale, le eventuali minacce e lo stato conservativo, classifica D.nudipes come specie con dati insufficienti (DD).